# Parrilla 5.ª Sección (El Carmen)
Parrilla 5.ª Sección (El Carmen) es una localidad del municipio de Centro ubicado en la subregión centro del estado mexicano de Tabasco.

## Geografía
La localidad de Parrilla 5.ª Sección (El Carmen) se sitúa en las coordenadas geográficas 17°53′49″N 92°53′34″O / 17.896944, -92.892778, a una elevación de 4 metros sobre el nivel del mar.

## Demografía
Según el Conteo de Población y Vivienda 2020, efectuado por el Instituto Nacional de Estadística y Geografía, la localidad de Parrilla 5.ª Sección (El Carmen) tiene 159 habitantes, de los cuales 73 son del sexo masculino y 86 del sexo femenino. Su tasa de fecundidad es de 2.4 hijos por mujer y tiene 50 viviendas particulares habitadas.
| Gráfica de evolución demográfica de Parrilla 5.ª Sección (El Carmen) entre 1990 y 2020 |
|                                                                                        |
| INEGI.                                                                                 |